# Чемпионат Казахстана по футболу среди женщин 2019
XVIV Чемпионат Казахстана по футболу среди женщин стартует 17 мая 2019 года. Чемпионский титул защищает команда «БИИК-Казыгурт» (Шымкент).

## Регламент

### Участие лучших команд веврокубках
По состоянию на начало чемпионата квота Казахстана на участие в еврокубках была следующей:
| Место | Турнир                           | Начало выступления     |
| ----- | -------------------------------- | ---------------------- |
| 1-е   | Лига чемпионов УЕФА среди женщин | 1/32 финала            |
| 2-е   | Лига чемпионов УЕФА среди женщин | Квалификационный раунд |

### Участники чемпионата
- Участниками чемпионата могут быть только клубы, являющихся юридическими лицами, в соответствии с действующим законодательством Республики Казахстан, обязующиеся соблюдать и выполнять требования уставов, регламентов и иных положений FIFA, UEFA и ФФК и получившие соответствующее разрешение ФФК.
- Состав участников чемпионата среди женских клубов (команд) определяется Исполкомом.
- К участию в Чемпионате РК допускаются только игроки и официальные лица клуба, имеющие удостоверения участника, выданные ОЖФ.
- В случае если команда исключается (снимается) из состава участников Чемпионата РК, место исключенной команды остается вакантным до окончания Чемпионата РК.
- Клубы (команды), участники соревнований, обязаны направить в ФФК письменное подтверждение своего участия в сроки, установленные ФФК.
- Если клуб (команда), которая снимается (исключается) с соревнования, провела половину и менее матчей в соревновании, то её результат аннулируется. В случае проведения командой более половины матчей ей засчитываются поражения в оставшихся матчах, а командам-соперницам присуждаются победы.

### Определение мест в случае равенства очков
В случае равенства очков у двух и более команд, места определяются следующим образом:
- по наибольшему числу побед во всех матчах.
- по результатам игры между собой.
- по лучшей разности забитых и пропущенных мячей во всех матчах.
- по наибольшему числу забитых мячей во всех матчах.
- по наименьшему числу нарушений, занесенных в протоколы матчей (предупреждение – 1 штрафное очко, удаление – 5 штрафных очков).

Все показатели в настоящем пункте указаны в порядке приоритетности, т.е. приоритет при подсчете отдается предшествующему показателю.
В случае абсолютного равенства всех показателей, места команд определяются жребием.

### Требования к составам команд
- В состав одной команды допускаются внесение не более 9-ти легионеров, 5 из которых имеют право одновременного участия в матче. В случае нарушения требований настоящего пункта, к клубу (команде) применяются санкции в соответствии с Дисциплинарным регламентом.
- При проведении соревнований ФФК в протокол матча может быть внесено не более 11 основных и 7 запасных игроков. В ходе матчей Чемпионат РК разрешаются замены не более 7-ми игроков, внесенных в протокол матча.

### Периоды регистрации игроков
Регистрационные периоды, то есть сроки, в которые разрешается переход игроков из команды в команду и заявка новых игроков, установлены следующим образом:
- 1-й период — с 1 марта до 1 мая (до 24:00 ч. времени Астаны);
- 2-й период — с 20 июля до 9 августа (до 24:00 ч. времени Астаны).

## Участники

### Стадионы
| Клуб          | Город         | Стадион                         | Вместимость |
| ------------- | ------------- | ------------------------------- | ----------- |
| БИИК-Казыгурт | Шымкент       | ФЦ БИИК                         | 3,000       |
| Кызыл-Жар СК  | Петропавловск | Карасай                         | 9,100       |
| Намыс         | Шымкент       | ФЦ БИИК                         | 3,000       |
| ОДЮСШ №2      | Актобе        | КазНАУ им. Жарылгапова (Алматы) | 3,000       |
| Окжетпес      | Кокшетау      | СК Жаксы (Щучинск)              | 400         |

### Тренеры, поставщики формы и спонсоры
| Клуб          | Главный тренер     | Поставщик формы | Главный спонсор                     |
| ------------- | ------------------ | --------------- | ----------------------------------- |
| БИИК-Казыгурт | Калоян Петков      | Nike            | Акимат Шымкента                     |
| Кызыл-Жар СК  | Наталья Рогозина   | Nike            | Акимат Северо-Казахстанской области |
| Окжетпес      | Бегаим Киргизбаева | Adidas          | Акимат Акмолинской области          |
| Намыс         | Айтбай Джамантаев  | Nike            | Акимат Шымкента                     |
| ОДЮСШ №2      | Данияр Каирбаев    | Adidas          | Акимат Актюбинской области          |
| СДЮСШОР №8    | Петр Пак           | Adidas          | Акимат Нур-Султана                  |

## Турнирная таблица

### Таблица
| М | Команда       | И  | В  | Н | П  | Мячи     | ±    | О  | Примечания                                                     |
| - | ------------- | -- | -- | - | -- | -------- | ---- | -- | -------------------------------------------------------------- |
| 1 | БИИК-Казыгурт | 20 | 17 | 1 | 2  | 115 − 10 | +105 | 52 | Клуб участвующий в квалификационном раунде Лиги чемпионов УЕФА |
| 2 | Окжетпес      | 20 | 15 | 1 | 4  | 81 − 16  | +65  | 46 | Клуб участвующий в квалификационном раунде Лиги чемпионов УЕФА |
| 3 | СДЮСШОР №8    | 20 | 12 | 3 | 5  | 57 − 24  | +33  | 39 |                                                                |
| 4 | ОДЮСШ №2      | 20 | 5  | 1 | 14 | 24 − 69  | −45  | 16 |                                                                |
| 5 | Кызыл-Жар СК  | 20 | 5  | 0 | 15 | 25 − 99  | −74  | 15 |                                                                |
| 6 | Намыс         | 20 | 2  | 0 | 18 | 9 − 93   | −84  | 6  |                                                                |

И — игры, В — выигрыши, Н — ничьи, П — проигрыши, Мячи — забитые и пропущенные голы, ± — разница голов, О — очки

Источник:uefa.com
* Аннулирован результат матча «Окжетпес» и «ОСДЮСШ №2» 8-го тура. Обоим командам засчитано поражения 0:3.

### Результаты матчей
| Команда       | БИК               | КЫЗ               | НАМ               | ОДС              | ОКЖ              | СДС             |
| ------------- | ----------------- | ----------------- | ----------------- | ---------------- | ---------------- | --------------- |
| БИИК-Казыгурт |                   | 14-0 11-0 3-0 3-0 | 10-0 18-0 3-0 3-0 | 13-0 8-2 3-0 3-0 | 6-0 3-0 0-3 0-3  | 0-0 5-0 4-2 5-0 |
| Кызыл-Жар СК  | 0-14 0-11 0-3 0-3 |                   | 1-2 4-3 3-0 3-0   | 1-6 3-5 3-0 3-0  | 0-5 0-5          | 0-5 1-5 2-7 1-9 |
| Намыс         | 0-10 0-18 0-3 0-3 | 2-1 3-4 0-3 0-3   |                   | 0-3 0-1 3-1      | 0-3 0-16 0-7     | 1-3 0-2 0-3     |
| ОДЮСШ №2      | 0-13 2-8 0-3 0-3  | 6-1 5-3 0-3 0-3   | 3-0 1-0 1-3       |                  | 1-11 3-0 0-3 0-3 | 2-2 0-1 0-3     |
| Окжетпес      | 0-6 0-3 3-0 3-0   | 5-0 5-0           | 3-0 16-0 7-0      | 11-1 0-3 3-0 3-0 |                  | 2-0 1-0 0-0 0-3 |
| СДЮСШОР №8    | 0-0 0-5 2-4 0-5   | 5-0 5-1 7-2 9-1   | 3-1 2-0 3-0 3-0   | 2-2 1-0 3-0 3-0  | 0-2 0-1 0-0 3-0  |                 |

## Бомбардиры
| Место | Игрок                | Клуб          | Голы* |
| ----- | -------------------- | ------------- | ----- |
| 1     | Адиля Вылданова      | БИИК-Казыгурт | 26    |
| 2     | Бегаим Киргизбаева   | Окжетпес      | 15    |
| 2     | Бибигуль Нурышева    | Окжетпес      | 15    |
| 4     | Асельхан Турлыбекова | Окжетпес      | 12    |
| 5     | Сауле Карибаева      | БИИК-Казыгурт | 9     |
| 6     | Джамиля Кайрбекова   | Окжетпес      | 8     |
| 6     | Марина Невежина      | СДЮСШОР №8    | 8     |
| 8     | Асель Кубесова       | Окжетпес      | 7     |
| 8     | Карина Жумабайкызы   | БИИК-Казыгурт | 7     |
| 8     | Лейла Садыкова       | СДЮСШОР №8    | 7     |

* в скобках — голы, забитые с пенальти.

## Лучшие Игроки
Лучшая вратарь — Оксана Железняк («БИИК-Казыгурт»)
Лучшая защитница — Шэннон Маккарти («БИИК-Казыгурт»)
Лучшая полузащитница — Бегаим Киргизбаева («Окжетпес»)
Лучшая нападающия  —  Алина Литвиненко («БИИК–Казыгурт»)
Лучшая игрок — Адиля Вылданова («БИИК-Казыгурт»)

## Рекорды в чемпионате

### Голы
- Самая крупная победа хозяев (+18):
  - 19/05/2019 БИИК-Казыгурт» 18:0 «Намыс»
- Самая крупная победа гостей (+16):
  - 23/08/2019 «Намыс» 0:16 «Окжетпес»
- Наибольшее количество голов в одном матче, забитых одной командой (18):
  - 19/05/2019 БИИК-Казыгурт» 18:0 «Намыс»
- Наибольшее число голов в одном матче (18):
  - 19/05/2019 БИИК-Казыгурт» 18:0 «Намыс»